# L'Enfant élu (film)
Ne doit pas être confondu avec L'Enfant élu.
Pour plus de détails, voir Fiche technique et Distribution.
L'Enfant élu (titre original Unmistaken Child) est un film documentaire israélien indépendant de 2008, qui suit la quête d'un moine bouddhiste tibétain pour retrouver la réincarnation de son professeur bien-aimé, un lama de renommée mondiale. Il a été réalisé par Nati Baratz.

## Synopsis
Le documentaire suit la quête d'un moine bouddhiste tibétain pour retrouver la réincarnation de son maître bien-aimé, le lama (maître enseignant) de renommée mondiale Geshe Lama Konchog (en). Le tournage, qui a commencé en octobre 2001, s'étend sur une période de cinq ans et demi. Il suit le disciple le plus proche du lama décédé – un jeune moine modeste nommé Tenzin Zopa, qui parle bien anglais – alors qu'il cherche à retrouver l'enfant qui est la réincarnation de son maître.
Tenzin Zopa n'étant qu'un humble moine, il s'interroge sur sa capacité à trouver et à reconnaître avec précision la réincarnation d'un maître éclairé. Il est découragé par la difficulté de la tâche, dont il semble seul responsable.
Après avoir utilisé prières, intuition et diverses formes de divination, Tenzin Zopa se rend dans les petits villages de la vallée reculée de Tsum, à la frontière entre le Népal et le Tibet, et examine de nombreuses familles et de nombreux enfants. Il cherche à trouver un jeune garçon de l'âge approprié qui réponde émotionnellement à l'un des biens de son ancien maître. Pourtant, de nombreuses questions restent en suspens et de nombreux tests et épreuves doivent être réalisés avant que l'existence d'un tulkou - un maître tibétain réincarné - puisse être confirmée. Et même au-delà de la question de la confirmation d'une réincarnation, il y a le prix émotionnel qu'implique le fait de retirer un petit enfant de ses parents aimants et de son village familier.

## Création
Le film a été créé, réalisé et écrit par le cinéaste israélien Nati Baratz. Lui et sa femme avaient assisté à une conférence donnée par Tenzin Zopa, qui à la fin a demandé à chacun de prier pour trouver le lieu de la réincarnation de Geshe Lama Konchog, son professeur récemment décédé.
« Tenzin m'a vraiment touché de manière profonde », a déclaré Baratz dans une interview. « Il a un grand cœur et il est très intelligent. Et quand j'ai entendu qu'il cherchait la réincarnation de son maître, j'ai pensé que c'était un film que je devais faire. »

## Sortie, diffusion et DVD
Unmistaken Child a été projeté pour la première fois au Festival international du film de Toronto le 8 septembre 2008. Des projections ont ensuite eu lieu à Berlin, à San Francisco et dans d'autres festivals du monde entier. Le film a été projeté en salle en nombre limité aux États-Unis en juin 2009, puis en salle dans le monde entier.
Unmistaken Child a été sélectionné et diffusé dans la série primée de PBS Independent Lens en avril 2010. Oscilloscope Laboratories a publié le film sur DVD en 2009.

## Prix
Festival du film documentaire Full Frame
- Prix Inspiration Plein Cadre
- Prix spécial du jury Anne Dellinger
- Prix Charles E. Guggenheim pour les artistes émergents – Mention honorable

Festival international du film RiverRun
- Meilleur documentaire

Festival international du documentaire EBS
- Grand Prix
- Prix du public

Festival du film indépendant de Boston
- Prix spécial du jury – Documentaire

Camerimage
- Grand Prix – Long métrage documentaire

Festival international du film de Haïfa
- Meilleur documentaire

Festival du film de Cracovie
- Corne d’Or – Meilleur documentaire
- Prix du Jury des Étudiants de Cracovie – Meilleur Documentaire